# 444

444(사백사십사)는 443보다 크고 445보다 작은 자연수다.

## 수학
- 합성수로, 그 약수는 총 12개다. (1, 2, 3, 4, 6, 12, 37, 74, 111, 148, 222, 444)
  - 444의 진약수의 합은 620이므로, 444는 과잉수다.
- 회문수다.
- {\displaystyle 73^{2}-1}은 444로 나누어떨어진다.

## 과학
- NGC 444(영어판): 물고기자리 방향에 있는 나선 은하.

## 교통

### 철도
- 수도권 전철 4호선 산본역의 역번호.

### 도로
- 국도
  - 일본 444번 국도(일본어판): 나가사키현 오무라시에서 사가현 사가시까지 이어지는 일본의 국도.
- 기타 도로
  - 444번 지방도: 강원특별자치도 홍천군 홍천읍 갈마곡리에서 인제군 상남면 미다리까지 이어지는 대한민국의 지방도.
  - 현도 제444호선

## 군사
- U-444(영어판): 제2차 세계 대전에 사용된 나치 독일의 군용 잠수함.

## 문화유산
- 대한민국의 보물 제444호: 양양 선림원지 삼층석탑
- 대한민국의 사적 제444호: 성주 세종대왕자 태실

## 방송
- KT HCN의 일본 공영 방송인 NHK 월드 프리미엄 채널 번호.

## 작품
- 《신비아파트 444호》: 대한민국의 애니메이션 시리즈 《신비아파트》의 한 작품.

## 기타
- 연도: 444년, 기원전 444년
- 444 큐브